# Шведський дивізіон 1 з хокею 1944—1945
Дивізіон 1: 1944—1945 — 1-й сезон у «Дивізіон 1», що був на той час найвищою за рівнем клубною лігою у шведському хокеї з шайбою.
У чемпіонаті взяли участь 12 клубів, розділених на дві групи. Турнір проходив у два кола.
Переможцем змагань став клуб «Гаммарбю» (Стокгольм).

## Регулярний сезон

### Північна група
|   | Команда                     | І  | В  | Н | П | Ш      | О  |
| - | --------------------------- | -- | -- | - | - | ------ | -- |
| 1 | Седертельє СК               | 10 | 10 | 0 | 0 | 94–18  | 20 |
| 2 | АІК Стокгольм               | 9  | 7  | 0 | 2 | 49–16  | 14 |
| 3 | «Карлбергс» БК (Стокгольм)  | 10 | 6  | 0 | 4 | 69–36  | 12 |
| 4 | «Трансбергс» ІФ (Стокгольм) | 10 | 4  | 0 | 6 | 4 2–61 | 8  |
| 5 | Сандвікенс ІФ               | 10 | 1  | 1 | 8 | 32–88  | 3  |
| 6 | Сурагаммарс ІФ              | 9  | 0  | 1 | 8 | 14–81  | 1  |

### Південна група
|   | Команда                | І  | В | Н | П  | Ш      | О  |
| - | ---------------------- | -- | - | - | -- | ------ | -- |
| 1 | «Гаммарбю» (Стокгольм) | 10 | 9 | 1 | 0  | 102–9  | 19 |
| 2 | Нака СК                | 10 | 7 | 0 | 3  | 62–35  | 14 |
| 3 | ІК «Йота» (Стокгольм)  | 10 | 6 | 1 | 3  | 47–43  | 13 |
| 4 | ІФК Марієфред          | 10 | 3 | 2 | 5  | 37–52  | 8  |
| 5 | «Скуру» ІК (Нака)      | 10 | 2 | 0 | 8  | 33–56  | 6  |
| 6 | ІФ «Йота» (Карлстад)   | 10 | 0 | 0 | 10 | 24–101 | 0  |

## Фінал
- Седертельє СК – «Гаммарбю» (Стокгольм) 4–2, 1–2, 4–5